# Huanne-Montmartin
Huanne-Montmartin è un comune francese di 85 abitanti situato nel dipartimento del Doubs nella regione della Borgogna-Franca Contea.

## Società

### Evoluzione demografica
Abitanti censiti